# Jadranko Ferko
Jadranko Ferko (Zagreb, 14. veljače 1962.), hrvatski slikar.

## Početak karijere
Osnovnu školu završio je u Dubravi gdje se ističe s crtanjem karikaturnih portreta i stripa Zdipi i kidni. 
Daljnje školovanje nastavlja u srednjoj školi Vladimira Nazora u Vrbovcu gdje sudjeluje u osnivanju školskog lista Koraci, uređivanju zidnih novina te objavljuje karikature u Komuni. 
Treći i četvrti razred pohađao je u srednjoj školi primijenjene umjetnosti u Zagrebu gdje objavljuje stripove u Poletu i Studentskom listu. 

## Profesionalno slikarstvo
Put prema profesionalnom slikarstvu započinje 1982. godine prvom samostalnom izložbom u Vrbovcu, a nastavljaju se u renomiranim prostorima diljem Hrvatske.
Godine 1991. nastaje jedna od najpoznatijih Ferkovih slika. Slika vojničke čizme koja gazi Hrvatsku obišla je sve hrvatske medije, svjetske novine te postala simbolom velikosrpske agresije na Hrvatsku te s njom usporedno sudjeluje u međunarodnoj akciji  Stop the war in Croatia. 
Ostvarenja koja su izuzetno zapažena su slike Križni put u Sesvetskom Kraljevcu u 14 postaja o kojem je objavljena i knjiga pod istim nazivom te oltari Sv. Rok i  Sv. Katarina u Petrinji, zatim ciklus slika Klauni i prijatelji te ciklus Bikers. 
Prepoznatljiv je po opusu sjetnih mrtvih priroda gdje je čest motiv violina.
Do sada je priredio 22 samostalne i oko 150 skupnih izložaba.
Sudjelovao je na stotinjak likovnih kolonija, mnoge su bile međunarodne, a nekima je voditelj i organizator. 
O Jadranku Ferku kao likovnom umjetniku pisali su likovni kritičari: profesori Jura Baldani, Antun Bauer, Vlado Bužančić, Josip Škunca, Stanko Špoljarić…
Nekoliko godina bio je i demonstrator na Pučkom otvorenom učilištu u Zagrebu.

## Nagrade i priznanja
Za razna slikarska ostvarenja dobitnik je više nagrada. 
Uvršten je u ediciju 50 hrvatskih slikara i kipara. 
Član je Hrvatskog društva likovnih umjetnika i LIKUM-a.
Profesionalni je likovni umjetnik.

## Vanjske poveznice
- Jadranko Ferko, službena stranica na Facebooku